# Гринкевич, Андрей Михайлович
Андрей Михайлович Гринкевич (бел. Андрэй Міхайлавіч Грынкевіч; 4 июня 1960, Берлин, ГДР) — белорусский дипломат. Бывший посол Белоруссии в Румынии.

## Биография
В 1982 году окончил Минский радиотехнический институт, в 1996 году — Белорусский государственный экономический университет.
1982–1990 — Работал на различных должностях в Минском радиотехническом институте.
1990—1994 — Занимал различные должности на Белорусском оптико-механическом объединении (БелОМО)
1994—1995 — Заместитель начальника отдела внешнеэкономических связей Научно-исследовательского института экономики Министерства экономики Республики Беларусь.
1995—1997 — Третий секретарь, второй секретарь Департамента международных экономических отношений Министерства иностранных дел Республики Беларусь.
1997—1999 — Начальник отдела ЕС и Совета Европы Управления регионального сотрудничества Министерства иностранных дел Республики Беларусь.
1999—2001 — Начальник Управления общеевропейского сотрудничества Министерства иностранных дел Республики Беларусь.
С октября 2002 по октябрь 2004 — Посол по особым поручениям Министерства иностранных дел Республики Беларусь
С 21 октября 2004 г. — Чрезвычайный и Полномочный Посол Республики Беларусь в Королевстве Швеция, Королевстве Дания и Королевстве Норвегия. Отстранен от должности в августе 2012 года.
С 25 октября 2016 г. — Чрезвычайный и Полномочный Посол Республики Беларусь в Румынии. Занимал эту должность до 7 июля 2022 года.